# Martin Teich
Martin Teich (* 30. November 1911 in Dresden; † 2. April 2004 in Offenbach am Main) war ein deutscher Meteorologe. Teich wurde in den 1970er Jahren einer breiteren Öffentlichkeit durch Wettervorhersagen in Sendungen des ZDF bekannt.

## Leben und Wirken
Nach dem Abitur begann Teich an der Technischen Hochschule Dresden Mathematik, Physik und Geographie zu studieren. Ab 1936 arbeitete er als Meteorologe beim Reichswetterdienst. Während des Zweiten Weltkriegs wurde Teich in einer Wettererkundungsstaffel eingesetzt und kam kurz vor Kriegsende in britische Kriegsgefangenschaft.
Nach seiner Freilassung arbeitete Teich ab November 1945 im meteorologischen Amt für Nordwestdeutschland, zog aber seiner Frau Edith zuliebe bereits 1946 nach Halle (Saale). Für einige Jahre hielt er sich dort als Filmvorführer über Wasser. 1950 wurde er beim meteorologischen Dienst der DDR in Potsdam angestellt. Teich promovierte 1954 an der Humboldt-Universität zu Berlin.
Auf den politischen Druck in der DDR reagierte Teich 1960 mit der Übersiedlung in die Bundesrepublik. Teich wurde mit seiner Frau und seinen drei Kindern im Offenbacher Stadtteil Bürgel sesshaft und konnte ab November 1960 beim ebenfalls in Offenbach ansässigen Deutschen Wetterdienst seine berufliche Karriere fortsetzen.
Martin Teich starb am 2. April 2004 nach längerer Krankheit im Alter von 92 Jahren.